# 서울특별시의 대학 목록
대한민국 서울특별시에 위치한 대학의 목록이다.

## 대학교
| 이름               | 설립        | 위치                                     | 규모                      | 비고            |
| ------------------ | ----------- | ---------------------------------------- | ------------------------- | --------------- |
| 가톨릭대학교       | 사립        | 종로구(성신교정), 서초구(성의교정)       | 3캠퍼스, 9대학, 14대학원  | 경기도 소재     |
| 감리교신학대학교   | 사립        | 서대문구                                 | 1캠퍼스, 1대학, 3대학원   |                 |
| 건국대학교         | 사립        | 광진구                                   | 1캠퍼스, 11대학, 12대학원 |                 |
| 경기대학교         | 사립        | 서대문구                                 | 2캠퍼스, 5대학, 10대학원  | 경기도 소재     |
| 경희대학교         | 사립        | 동대문구                                 | 3캠퍼스, 24대학, 14대학원 |                 |
| 고려대학교         | 사립        | 성북구                                   | 1캠퍼스, 12대학, 19대학원 |                 |
| 광운대학교         | 사립        | 노원구                                   | 1캠퍼스, 7대학, 7대학원   |                 |
| 국민대학교         | 사립        | 성북구                                   | 1캠퍼스, 14대학, 15대학원 |                 |
| 강서대학교         | 사립        | 강서구                                   | 1캠퍼스, 1대학, 4대학원   |                 |
| 덕성여자대학교     | 사립        | 도봉구                                   | 1캠퍼스, 6대학, 3대학원   |                 |
| 동국대학교         | 사립        | 중구                                     | 2캠퍼스, 13대학, 11대학원 |                 |
| 동덕여자대학교     | 사립        | 성북구                                   | 1캠퍼스, 9대학, 7대학원   |                 |
| 명지대학교         | 사립        | 서대문구                                 | 2캠퍼스, 10대학, 9대학원  | 경기도 소재     |
| 삼육대학교         | 사립        | 노원구                                   | 1캠퍼스, 8대학, 4대학원   |                 |
| 상명대학교         | 사립        | 종로구                                   | 2캠퍼스, 5대학, 5대학원   |                 |
| 서강대학교         | 사립        | 마포구                                   | 1캠퍼스, 1대학, 12대학원  |                 |
| 서경대학교         | 사립        | 성북구                                   | 1캠퍼스, 5대학, 3대학원   |                 |
| 서울한영대학교     | 사립        | 구로구                                   | 1캠퍼스, 1대학, 3대학원   |                 |
| 서울대학교         | 국립대 법인 | 관악구(관악캠퍼스), 종로구(연건캠퍼스)   | 3캠퍼스, 16대학, 11대학원 |                 |
| 서울여자대학교     | 사립        | 노원구(노원캠퍼스), 종로구(대학로캠퍼스) | 1캠퍼스, 7대학, 4대학원   |                 |
| 서울과학기술대학교 | 국립        | 노원구                                   | 1캠퍼스, 6대학, 7대학원   |                 |
| 서울기독대학교     | 사립        | 은평구                                   | 1캠퍼스, 1대학, 6대학원   |                 |
| 서울시립대학교     | 공립        | 동대문구                                 | 1캠퍼스, 8대학, 10대학원  |                 |
| 성공회대학교       | 사립        | 구로구                                   | 1캠퍼스, 1대학, 7대학원   |                 |
| 성균관대학교       | 사립        | 종로구                                   | 2캠퍼스, 16대학, 21대학원 |                 |
| 성신여자대학교     | 사립        | 도봉구(수정캠퍼스), 성북구(운정캠퍼스)   | 1캠퍼스, 10대학, 5대학원  |                 |
| 세종대학교         | 사립        | 광진구                                   | 1캠퍼스, 11대학, 7대학원  |                 |
| 숙명여자대학교     | 사립        | 용산구                                   | 1캠퍼스, 11대학, 10대학원 |                 |
| 숭실대학교         | 사립        | 동작구                                   | 1캠퍼스, 9대학, 8대학원   |                 |
| 연세대학교         | 사립        | 서대문구                                 | 2캠퍼스, 17대학, 17대학원 |                 |
| 육군사관학교       | 국립        | 노원구                                   | 1캠퍼스, 1대학 -대학원    | 사관학교        |
| 이화여자대학교     | 사립        | 서대문구                                 | 1캠퍼스, 13대학, 14대학원 |                 |
| 장로회신학대학교   | 사립        | 광진구                                   | 1캠퍼스, 1대학, 6대학원   |                 |
| 중앙대학교         | 사립        | 동작구                                   | 2캠퍼스, 15대학, 16대학원 |                 |
| 총신대학교         | 사립        | 동작구                                   | 2캠퍼스, 1대학, 8대학원   |                 |
| 추계예술대학교     | 사립        | 서대문구                                 | 1캠퍼스, 3대학, 3대학원   |                 |
| 한국성서대학교     | 사립        | 노원구                                   | 1캠퍼스, 1대학, 4대학원   |                 |
| 한국외국어대학교   | 사립        | 동대문구                                 | 2캠퍼스, 18대학, 9대학원  |                 |
| 한성대학교         | 사립        | 성북구                                   | 1캠퍼스, 4대학, 8대학원   |                 |
| 한양대학교         | 사립        | 성동구                                   | 1캠퍼스, 13대학, 16대학원 |                 |
| 한신대학교         | 사립        | 강북구                                   | 2캠퍼스, 5대학, 8대학원   | 경기도 소재     |
| 호서대학교         | 사립        | 서초구                                   | 2캠퍼스, 8대학            | 충청남도 소재   |
| 홍익대학교         | 사립        | 마포구                                   | 2캠퍼스, 11대학, 14대학원 |                 |
| 한국과학기술원     | 특별법법인  | 동대문구(홍릉캠퍼스), 강남구(도곡캠퍼스) | 2캠퍼스, 5대학, 1대학원   | 대전광역시 소재 |
| 한국체육대학교     | 국립        | 송파구                                   | 1캠퍼스, 2대학, 3대학원   |                 |

## 교육대학
| 이름           | 설립 | 위치   | 유형     | 규모                    | 비고 |
| -------------- | ---- | ------ | -------- | ----------------------- | ---- |
| 서울교육대학교 | 국립 | 서초구 | 교육대학 | 1캠퍼스, 1대학, 1대학원 |      |

## 전문대학
| 이름               | 설립 유형 | 위치                                   | 비고     |
| ------------------ | --------- | -------------------------------------- | -------- |
| 동양미래대학교     | 사립      | 구로구                                 |          |
| 명지전문대학       | 사립      | 서대문구                               |          |
| 배화여자대학교     | 사립      | 종로구                                 |          |
| 삼육보건대학교     | 사립      | 동대문구                               |          |
| 서울여자간호대학교 | 사립      | 서대문구                               |          |
| 서일대학교         | 사립      | 중랑구                                 |          |
| 숭의여자대학교     | 사립      | 중구                                   |          |
| 인덕대학교         | 사립      | 노원구                                 |          |
| 한국폴리텍I대학    | 사립      | 용산구(정수캠퍼스), 강서구(강서캠퍼스) | 기능대학 |
| 한양여자대학교     | 사립      | 성동구                                 |          |

## 전공대학
| 이름           | 설립 유형 | 위치   | 비고 |
| -------------- | --------- | ------ | ---- |
| 국제예술대학교 | 사립      | 강남구 |      |
| 백석예술대학교 | 사립      | 서초구 |      |
| 정화예술대학교 | 사립      | 중구   |      |

## 사내대학
| 이름            | 설립 | 위치     | 유형     | 규모 | 비고 |
| --------------- | ---- | -------- | -------- | ---- | ---- |
| KDB금융대학교   | 사립 | 영등포구 | 사내대학 |      |      |
| SPC식품과학대학 | 사립 | 동작구   | 사내대학 |      |      |

## 기술대학
| 이름     | 설립 | 위치   | 유형     | 규모 | 비고 |
| -------- | ---- | ------ | -------- | ---- | ---- |
| 정석대학 | 국립 | 강서구 | 기술대학 |      |      |

## 대학원대학
| 이름                         | 설립 유형 | 위치           | 비고       |
| ---------------------------- | --------- | -------------- | ---------- |
| 개신대학원대학교             | 사립      | 강북구         | 전문대학원 |
| 국제신학대학원대학교         | 사립      | 관악구         | 전문대학원 |
| 국제영어대학원대학교         | 사립      | 강동구         | 전문대학원 |
| 동방문화대학원대학교         | 사립      | 성북구         | 전문대학원 |
| 베뢰아국제대학원대학교       | 사립      | 영등포구       | 전문대학원 |
| 북한대학원대학교             | 사립      | 종로구         | 전문대학원 |
| 서울과학종합대학원대학교     | 사립      | 서대문구       | 전문대학원 |
| 서울벤처대학원대학교         | 사립      | 강남구         | 전문대학원 |
| 서울불교대학원대학교         | 사립      | 금천구         | 전문대학원 |
| 서울성경신학대학원대학교     | 사립      | 동작구         | 전문대학원 |
| 서울외국어대학원대학교       | 사립      | 서초구         | 전문대학원 |
| 순복음대학원대학교           | 사립      | 관악구         | 전문대학원 |
| 예명대학원대학교             | 사립      | 서초구         | 전문대학원 |
| 용문상담심리대학원대학교     | 사립      | 종로구         | 전문대학원 |
| 한국상담대학원대학교         | 사립      | 서초구         | 전문대학원 |
| 횃불트리니티신학대학원대학교 | 사립      | 서초구         | 전문대학원 |
| 서울미디어대학원대학교       | 사립      | 강서구, 마포구 | 특수대학원 |
| 서울사회복지대학원대학교     | 사립      | 영등포구       | 특수대학원 |
| 치유상담대학원대학교         | 사립      | 서초구         | 특수대학원 |
| 한림국제대학원대학교         | 사립      | 강남구         | 특수대학원 |
| 한반도국제대학원대학교       | 사립      | 용산구         | 특수대학원 |

## 사이버대학
| 이름                     | 설립 유형 | 위치                     | 비고      |
| ------------------------ | --------- | ------------------------ | --------- |
| 경희사이버대학교         | 사립      | 동대문구                 | 학사 학위 |
| 고려사이버대학교         | 사립      | 종로구                   | 학사 학위 |
| 국제사이버대학교         | 사립      | 서초구                   | 학사 학위 |
| 글로벌사이버대학교       | 사립      | 강남구                   | 학사 학위 |
| 디지털서울문화예술대학교 | 사립      | 서대문구, 종로구, 서초구 | 학사 학위 |
| 사이버한국외국어대학교   | 사립      | 동대문구                 | 학사 학위 |
| 서울디지털대학교         | 사립      | 강서구                   | 학사 학위 |
| 서울사이버대학교         | 사립      | 강북구                   | 학사 학위 |
| 세종사이버대학교         | 사립      | 광진구                   | 학사 학위 |
| 숭실사이버대학교         | 사립      | 종로구, 동작구           | 학사 학위 |
| 원광디지털대학교         | 사립      | 영등포구                 | 학사 학위 |
| 태재대학교               | 사립      | 종로구                   | 학사 학위 |
| 한국열린사이버대학교     | 사립      | 중랑구                   | 학사 학위 |
| 한양사이버대학교         | 사립      | 성동구                   | 학사 학위 |

## 방송통신대학
| 이름               | 설립 | 위치           | 유형         | 규모                     | 비고 |
| ------------------ | ---- | -------------- | ------------ | ------------------------ | ---- |
| 한국방송통신대학교 | 국립 | 종로구, 성동구 | 방송통신대학 | 14캠퍼스, 4대학, 2대학원 |      |

## 각종학교
| 이름             | 설립       | 위치           | 유형     | 규모                   | 비고 |
| ---------------- | ---------- | -------------- | -------- | ---------------------- | ---- |
| 한국예술종합학교 | 특별법국립 | 성북구, 서초구 | 각종학교 | 2캠퍼스, 6대학 -대학원 |      |

## 같이 보기
- 대한민국의 대학 목록
- 인천광역시의 대학 목록
- 경기도의 대학 목록